# Motín del penal de Cieneguillas
Dos motines carcelarios ocurrieron en el Centro Regional de Reinserción Social de Cieneguillas en Cieneguillas, Zacatecas, México. La primera ocurrió el 31 de diciembre de 2019 y la segunda el 2 de enero del 2020. Dieciséis reclusos fueron asesinados el 31 de diciembre y otro fue asesinado y otro herido en la segunda riña en enero de 2020.
La intensificación del conflicto entre el Cártel de Sinaloa y Cártel de Jalisco Nueva Generación y las condiciones de corrupción dentro de la prisión son vistas como causantes de los motines.

## Trasfondo
El penal de Cieneguillas es un centro de reinserción de seguridad media. Durante la década de 2010, se agregaron a la prisión reclusos vinculados con varios cárteles, incluidos Los Zetas, el Cártel del Golfo y el Cártel de Sinaloa. En 2009, la prisión fue el lugar de una fuga de alto perfil que liberó a 53 reclusos. Un funcionario estatal, en 2019, dijo que se habían tomado medida para mejorar la seguridad después de ese evento.
Tiempo después la prisión se volvió peligrosa y falló varias evaluaciones debido a la introducción de los reclusos del cártel, y la última evaluación antes de los disturbios consideró que tenía una falta de gobernanza y una seguridad socavada.  La prisión está dividida para que los miembros de diferentes organizaciones y los que no están afiliados estén separados.Sin embargo, cuando los periodistas de El Universal lo visitaron en 2019, las autoridades informaron sobre una falta de infraestructura para operar la prisión de manera óptima.
El 18 de octubre de 2012, en una riña murieron cuatro reos, entre ellos Darío Calderón González, un reo del fuero federal. El 23 de agosto de 2012 fue secuestrada y desaparecida Fabiola Quiroz Zárate, la entonces directora del penal. Durante el 2016, dos riñas dejaron tres reos muertos. También había un plan para provocar disturbios en la víspera de Año Nuevo de 2018, para permitir otra fuga, pero esto fue descubierto y evitado.
Un ejemplo de la inestabilidad del penal fue el traslado de José Antonio “N”, alias “el Hamburguesa”, líder del Cártel del Golfo en la región, fue trasladado del penal de Cieneguilla a un penal en Ciudad Juárez. También en julio de 2017 se había reportado la fuga de un reo, así como el decomiso de drogas y celulares. El 8 de noviembre de 2018 fue asesinado el entonces jefe de seguridad del penal varonil de Cieneguillas, esto en su domicilio en la capital del estado.

## Comienzo de la revuelta

### Disturbios de Nochevieja

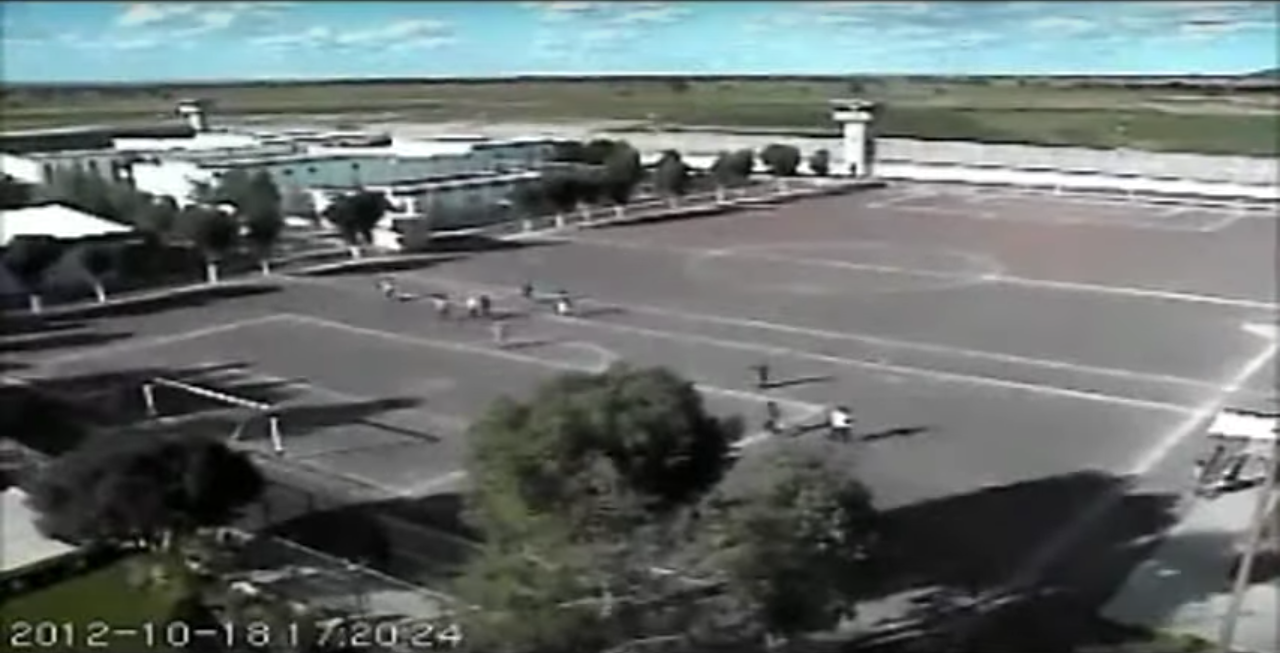
La cancha de fútbol del penal en 2012

El motín estalló a las 2:30 p. m. hora local (20:30 GMT) y duró hasta aproximadamente las 5 p. m. hora local. Los reclusos utilizaron armas, incluidos cuchillos y pistolas; cuando la situación se calmó, se encontraron estas armas, incluida una pistola en manos de un recluso. Se desconoce cómo ingresaron las armas a la prisión,
pero la especulación de un funcionario estatal sugirió que podrían haber sido contrabandeados durante la visita ese mismo día.
Se había llevado a cabo una búsqueda de armas en los días previos a la víspera de Año Nuevo.
Se cree que el motín estalló debido a peleas entre diferentes cárteles, mientras que medios locales informaron que se trató de una disputa por un partido de fútbol, donde viejas rivalidades volvieron a surgir. Los visitantes todavía estaban en la prisión cuando comenzaron los disturbios, pero fueron escoltados fuera. Algunos de los visitantes dijeron a la prensa que habían podido ver a los reclusos muertos y heridos en los disturbios.

### Riña de enero de 2020
Tras el primer motín, la seguridad penitenciaria anunció que estaban en alerta ante cualquier reacción que pudiera producirse entre los presos.
Otro motín estalló en la mañana del 2 de enero, menos de 48 horas después del primero. La seguridad del Estado ha dicho que el segundo motín estalló después de una pelea entre reclusos por el primero. Los reclusos comenzaron a atacar a otros que creían que los habían traicionado en el otro motín. Este motín se controló más rápido; El botón de pánico de la prisión se activó inmediatamente y la policía estatal y el servicio de ambulancias fueron alertados sobre el lugar, dejando como saldo un reo muerto y cinco más heridos.

## Víctimas

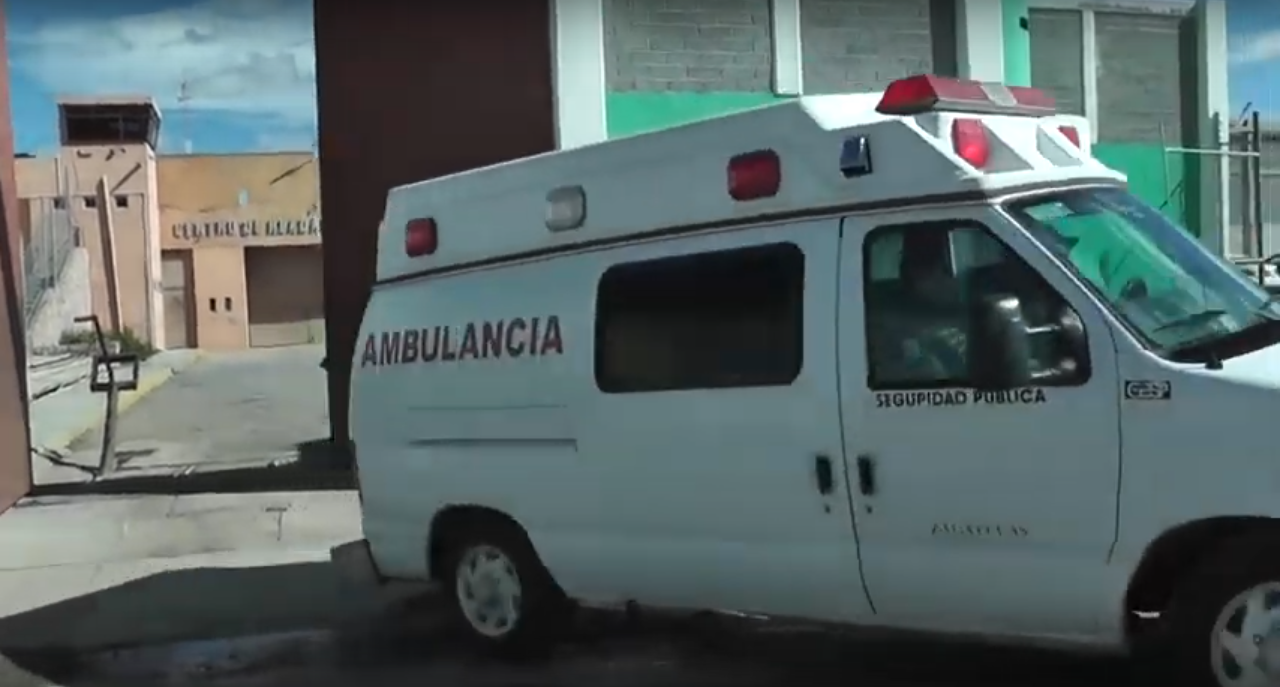
Una ambulancia saliendo de la prisión tras el primer motín.

En el primer motín, dieciséis reclusos murieron y otros cinco resultaron heridos. Quince de los muertos murieron en la prisión, el otro murió más tarde en un hospital. Un funcionario estatal dijo el 1 de enero que las muertes fueron causadas por heridas de bala, puñaladas y golpes. Sólo los reclusos resultaron heridos.
En el segundo motín, un recluso murió y otros cinco resultaron heridos. El preso que murió fue golpeado por una puerta metálica de la celda que otros habían quitado. Todas las heridas en este motín también fueron causadas por palizas, no por armas.

## Respuesta
Se inició una investigación sobre varios turnos de trabajo del personal de la prisión en torno al primer motín. El 1 de enero, funcionarios estatales dijeron que habían aumentado la seguridad dentro y alrededor de la prisión, y 120 reclusos fueron reubicados en evitar más disturbios. Sin embargo, el segundo disturbio ocurrió después de que se tomaron estas medidas.
Después del segundo motín, se cerró el camino desde el pueblo de Cieneguillas a la prisión, y también se bloqueó el acceso al pueblo desde el exterior. El Ministro de Seguridad Pública anunció que el 31 de diciembre se produjo un motín entre miembros del Cártel del Golfo y el Cártel de Sinaloa. El Ministro de Seguridad de Zacatecas acudió personalmente al penal luego del segundo motín. Luego del segundo motín, un total de 165 reos fueron trasladados a Guanajuato. Además de este traslado, varios reos fueron llevados a otros penales federales de la república.
Elian Peltier de The New York Times dijo que fue "uno de los peores brotes de violencia en el problemático sistema penal del país en años". El director del penal, Antonio Solís, fue despedido el pasado 3 de enero, El director del penal, Antonio Solís, fue despedido el pasado 3 de enero, con el ex general de brigada Ignacio López Flores como director el 8 de enero.
En 2021, 16 reos más fueron trasladados a penales federales, para evitar más intentos de escape y motines. En 2023, 81 reos más fueron trasladados a prisiones federales para evitar el acontecimiento de crisis recurrentes en este polémico centro penitenciario, sumando a 165 el número de reos trasladados.

## Incidentes posteriores
El 6 de mayo del 2020, un total de doce reos se fugaron del penal, esto gracias un túnel de cerca de cincuenta metros de longitud, ventilando una vez más la complicidad dentro del centro penitenciario. Uno de los reos recapturados fue Natividad Alvarado García, oriundo de Mapimí, Durango, el cual se había fugado en 2018, y volvió a 
fugarse en octubre de 2022. En febrero de 2021, es detenido en San Luis Potosí.
El 29 de noviembre del mismo año, un nuevo motín dejó a un reo muerto y seis heridos, y una semana después otra riña dejó un reo herido.